# Japońska ekspedycja karna na Tajwanie (1874)
Japońska ekspedycja karna na Tajwanie (jap. 台湾出兵 Taiwan shuppei, jap.: ekspedycja tajwańska) – militarna akcja sił japońskich w 1874, przeprowadzona w reakcji za zamordowanie w grudniu 1871 członków załogi okrętu handlowego z Królestwa Riukiu (obecnie prefektura Okinawa), który rozbił się u wybrzeża Tajwanu.
Zdarzenie miało miejsce na południowym krańcu wyspy. Marynarze, szukając pomocy weszli do wioski Mudan, zamieszkiwanej przez tubylcze plemię o nazwie Paiwan, które pomimo zaskoczenia przybyciem intruzów, zaopiekowało się nimi. Przybysze byli jednak  zbyt przestraszeni i zdecydowali się uciec w nocy. Spowodowało to gwałtowną reakcję plemienia zakończoną pościgiem i masakrą. Z 66 członków załogi, 54 osoby zostały pozbawione głów. Incydent ten wypłynął na światło dzienne wiele miesięcy później, kiedy ci, którzy przeżyli powrócili do swoich domów.
Atak na załogę statku wywołał ostrą reakcję rządu japońskiego, który zażądał od władz chińskich ukarania osób odpowiedzialnych za mord na Japończykach.
Japoński minister spraw zagranicznych, Taneomi Soejima, udał się do Pekinu, gdzie został przyjęty na audiencji u cesarza z dynastii Qing, Tongzhi. Żądania odszkodowań pozostały jednak bez odpowiedzi, gdyż Chińczycy twierdzili, że nie sprawują faktycznej władzy na Tajwanie. Amerykański (pochodzenia francuskiego) doradca rządu japońskiego, Charles Le Gendre, naciskał jednak, aby Japończycy wystąpili militarnie.
W maju 1874 rząd japoński wysłał na Tajwan ekspedycję militarną liczącą 3 600 żołnierzy, na czele której stanęli Tsugumichi Saigō (lub Jūdō Saigō) i Toshimichi Ōkubo. Dnia 2 maja oddziały zeszły z okrętów na ląd w pobliżu wsi Sheliao (obecnie  Checheng). Do decydującej bitwy doszło 22 maja opodal przełęczy o nazwie „Kamienna Brama”, prowadzącej do wioski Mudan. Bitwa zakończyła się zwycięstwem Japończyków. Walki z rebeliantami pociągnęły za sobą śmierć 30 mieszkańców prowincji oraz 12 Japończyków. 531 Japończyków zmarło później w wyniku różnych chorób.
Po zwycięstwie na Tajwanie rząd Meiji starał się nakłonić Chiny do uznania japońskiej zwierzchności nad wyspami Nansei. Akcja była także swoistym testem dla japońskich sił militarnych przed ewentualną przyszłą próbą zdobycia wyspy (nastąpiło to w 1895). Po zapłaceniu przez rząd chiński odszkodowania w wysokości 500 000 taeli, Japończycy wycofali się z Tajwanu.

## Galeria

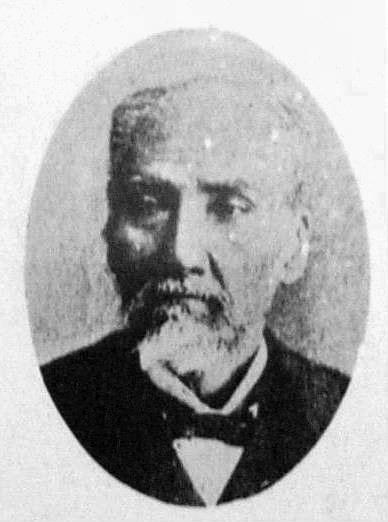
Taneomi Soejima
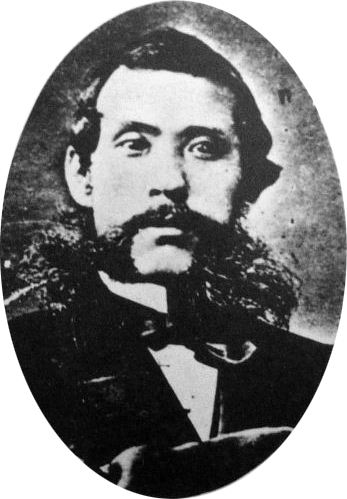
Toshimichi Ōkubo
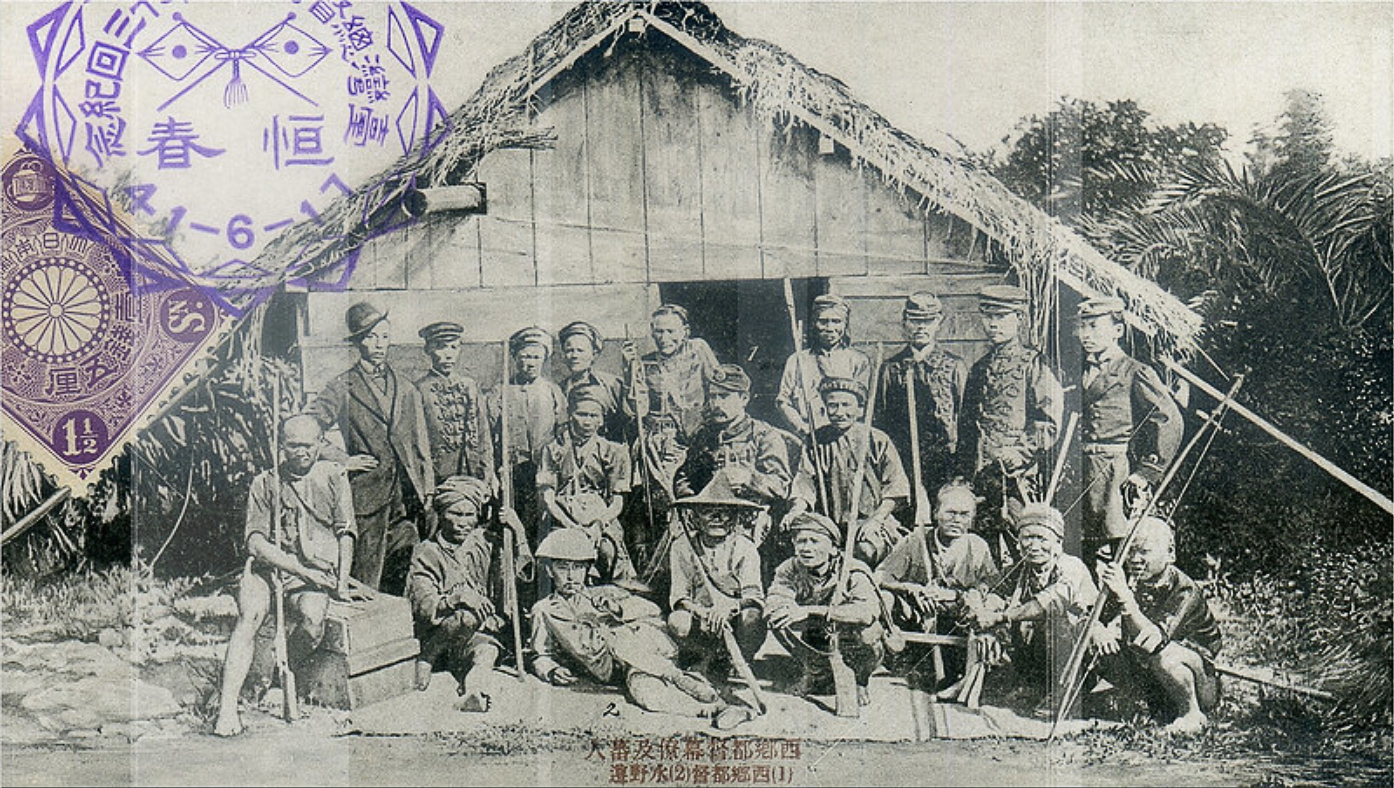
Żołnierze japońscy, uczestnicy ekspedycji i aborygeni, 1874
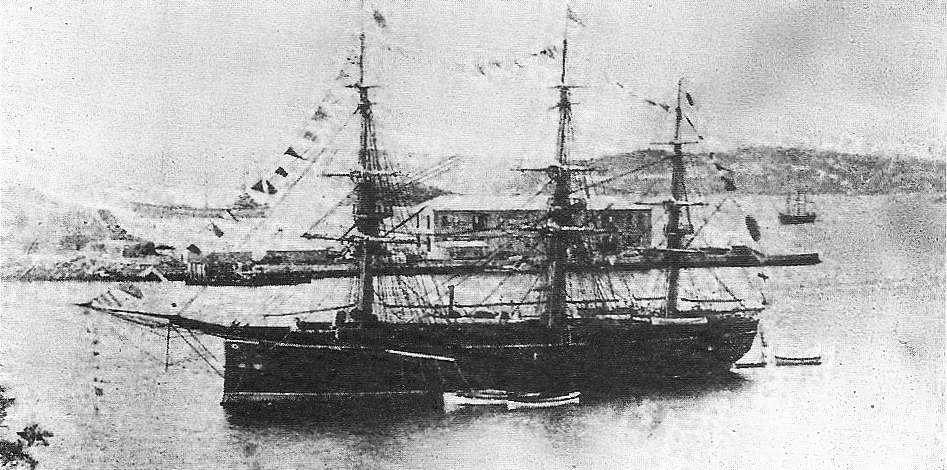
Okręt Ryūjō, uczestniczył w ekspedycji
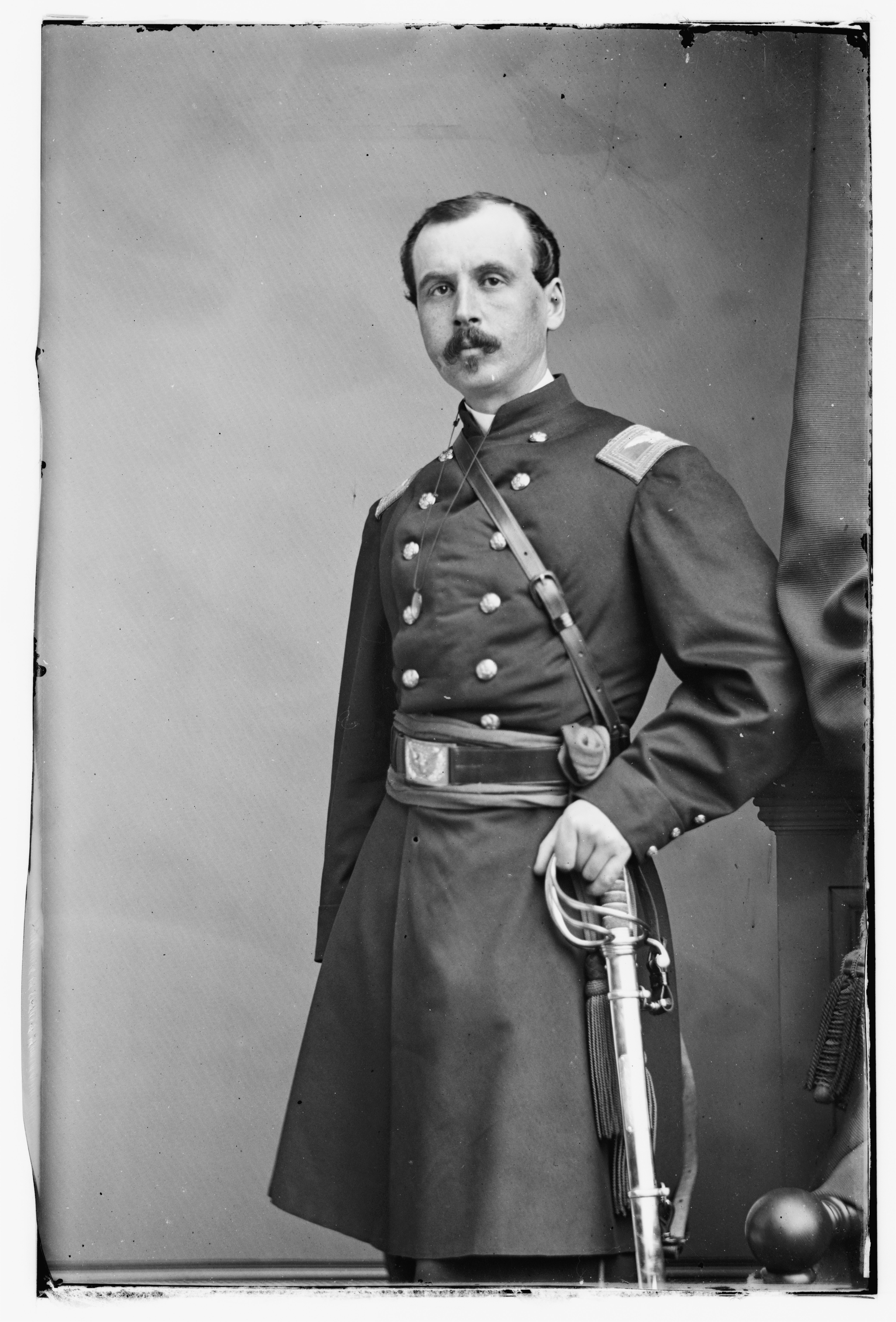
Charles William LeGendre